# Fiorenzo Marini
Fiorenzo Marini (Vienna, 14 marzo 1914 – Chieri, 25 gennaio 1991) è stato uno schermidore italiano, specializzato nella spada. Ha vinto una medaglia d'oro ai Giochi olimpici di Roma nel 1960 con Giuseppe Delfino, Edoardo Mangiarotti, Carlo Pavesi, Alberto Pellegrino e Gian Luigi Saccaro ed una medaglia d'argento con Carlo Agostoni, Luigi Cantone, Marco Antonio Mandruzzato, Dario Mangiarotti, Edoardo Mangiarotti ai Giochi olimpici di Londra nel 1948.